# Wolf 1061
Wolf 1061 (auch bekannt als Gliese 628, HIP 80824 und V2306 Ophiuchi) ist ein Roter Zwerg der Spektralklasse M, der etwa 14 Lichtjahre von der Sonne entfernt ist und im Sternbild Schlangenträger liegt. Es ist das in den Top 50 der nächsten Sternsysteme und hat mit 1,2 Winkelsekunden pro Jahr eine relativ hohe Eigenbewegung. Wie die meisten roten Zwerge hat Wolf 1061 eine langsame Rotationsperiode von knapp 100 Tagen. Der Stern ist sehr stabil, ist wahrscheinlich wenig aktiv und weist keine spektroskopischen Besonderheiten auf. Der Stern wurde erstmals 1919 vom deutschen Astronomen Max Wolf katalogisiert, als er eine Liste dunkler Sterne mit hohen Eigenbewegungen veröffentlichte. Der Name Wolf 1061 stammt aus dieser Liste.

## Planetensystem
Im Dezember 2015 gab ein Team von Astronomen der University of New South Wales die Entdeckung von drei Planeten, bekannt, die Wolf 1061 umkreisen. Die Planeten wurden durch die Analyse der 10 Jahre lang gesammelten Beobachtungsdaten des HARPS-Spektrographen im La-Silla-Observatorium in Chile entdeckt. Durch Messungen des Spektrums mit dem HARPS und fotometrische Messungen durch All Sky Automated Survey entdeckte das Team zwei Exoplaneten mit Umlaufzeiten von 4,9 und 17,9 Tagen und sehr wahrscheinlich auch einen dritten mit einer Umlaufzeit von 67,3 Tagen.
Die Masse von allen drei Planeten ist niedrig genug, um wie die inneren Planeten im Sonnensystem Gesteinsplaneten zu sein, auch wenn die tatsächliche Größe und Dichte noch unbekannt ist. Dies konnte durch die von der Erde aus gesehene Bedeckung des Sternes durch die Planeten ermittelt werden. Da alle drei Planeten den Stern relativ nah umkreisen und kurze Umlaufdauern haben, ist die Chance hoch, dass dies passiert.
Einer der Planeten, Wolf 1061c, ist eine Supererde, die am inneren Rand der habitablen Zone des Sterns liegt, die von etwa 0,073 bis 0,190 AE reicht. Es ist der der Erde am nächsten gelegene bekannte potentiell bewohnbare Exoplanet.
| Planet      | Masse (M⊕)      | Große Halbachse (AE)  | Umlaufzeit (d)    | Exzentrizität   | Radius (R⊕) |
| ----------- | --------------- | --------------------- | ----------------- | --------------- | ----------- |
| Wolf 1061 b | 1.91 +0.26−0.25 | 0.0375 +0.0012−0.0013 | 4.8869 ± 0.0005   | 0.15 +0.13−0.10 | -           |
| Wolf 1061 c | 3.41 +0.43−0.41 | 0.0890 +0.0012−0.0013 | 17.8719 ± 0.0059  | 0.11 +0.10−0.07 | -           |
| Wolf 1061 d | 7.70 +1.12−1.06 | 0.470 +0.015−0.017    | 217.21 +0.55−0.52 | 0.55 +0.08−0.09 | -           |